# Paralicella microps
Paralicella microps är en kräftdjursart som beskrevs av Yakov Avadievich Birstein och Vinogradou 1958. Paralicella microps ingår i släktet Paralicella och familjen Lysianassidae. Inga underarter finns listade i Catalogue of Life.